# 猎屿铳城
猎屿铳城，是位于广东省汕头市南澳县深澳镇北猎屿的铳城，明天启三年（1623年）由南澳副总兵黎国炳修建。猎屿铳城在1989年列入第三批广东省文物保护单位。
猎屿铳城修建的主要目的是防御荷兰殖民者的侵略，有上下铳城、营房以及上下炮台等。上炮台营房十八间，大炮八门，下炮台围宽一十八丈二尺，营房四间，大炮十二位。